# Maisnil-lès-Ruitz
Maisnil-lès-Ruitz és un municipi francès situat al departament del Pas de Calais i a la regió dels Alts de França. L'any 2007 tenia 1.431 habitants.

## Demografia

### Població
El 2007 la població de fet de Maisnil-lès-Ruitz era de 1.431 persones. Hi havia 504 famílies de les quals 96 eren unipersonals (28 homes vivint sols i 68 dones vivint soles), 160 parelles sense fills, 224 parelles amb fills i 24 famílies monoparentals amb fills.
La població ha evolucionat segons el següent gràfic:
Habitants censats

### Habitatges
El 2007 hi havia 539 habitatges, 511 eren l'habitatge principal de la família, 1 era una segona residència i 27 estaven desocupats. 524 eren cases i 15 eren apartaments. Dels 511 habitatges principals, 317 estaven ocupats pels seus propietaris, 188 estaven llogats i ocupats pels llogaters i 6 estaven cedits a títol gratuït; 1 tenia una cambra, 11 en tenien dues, 44 en tenien tres, 187 en tenien quatre i 268 en tenien cinc o més. 427 habitatges disposaven pel capbaix d'una plaça de pàrquing. A 229 habitatges hi havia un automòbil i a 214 n'hi havia dos o més.

### Piràmide de població
La piràmide de població per edats i sexe el 2009 era:
| Homes | Edats   | Dones |
| ----- | ------- | ----- |
| 4     | 95 o +  | 0     |
| 0     | 90 a 94 | 0     |
| 4     | 85 a 89 | 12    |
| 12    | 80 a 84 | 8     |
| 8     | 75 a 79 | 12    |
| 20    | 70 a 74 | 32    |
| 24    | 65 a 69 | 36    |
| 32    | 60 a 64 | 36    |
| 12    | 55 a 59 | 20    |
| 44    | 50 a 54 | 52    |
| 48    | 45 a 49 | 44    |
| 52    | 40 a 44 | 32    |
| 56    | 35 a 39 | 52    |
| 36    | 30 a 34 | 36    |
| 44    | 25 a 29 | 32    |
| 36    | 20 a 24 | 28    |
| 76    | 15 a 19 | 48    |
| 68    | 10 a 14 | 48    |
| 52    | 5 a 9   | 32    |
| 32    | 0 a 4   | 32    |

## Economia
El 2007 la població en edat de treballar era de 898 persones, 621 eren actives i 277 eren inactives. De les 621 persones actives 546 estaven ocupades (324 homes i 222 dones) i 75 estaven aturades (42 homes i 33 dones). De les 277 persones inactives 71 estaven jubilades, 90 estaven estudiant i 116 estaven classificades com a «altres inactius».

### Ingressos
El 2009 a Maisnil-lès-Ruitz hi havia 526 unitats fiscals que integraven 1.466,5 persones, la mediana anual d'ingressos fiscals per persona era de 16.022 €.

### Activitats econòmiques
Dels 16 establiments que hi havia el 2007, 1 era d'una empresa alimentària, 2 d'empreses de construcció, 4 d'empreses de comerç i reparació d'automòbils, 1 d'una empresa de transport, 1 d'una empresa d'hostatgeria i restauració, 1 d'una empresa d'informació i comunicació, 1 d'una empresa financera, 1 d'una empresa de serveis, 1 d'una entitat de l'administració pública i 3 d'empreses classificades com a «altres activitats de serveis».
Dels 4 establiments de servei als particulars que hi havia el 2009, 1 era una fusteria, 1 lampisteria i 2 perruqueries.
Dels 5 establiments comercials que hi havia el 2009, 2 eren botiges de menys de 120 m², 1 una botiga de menys de 120 m², 1 una fleca i 1 una joieria.
L'any 2000 a Maisnil-lès-Ruitz hi havia 5 explotacions agrícoles.

## Equipaments sanitaris i escolars
El 2009 hi havia 1 escola maternal i 1 escola elemental.

## Poblacions més properes
El següent diagrama mostra les poblacions més properes.